# Наксос (місто)
Наксос (грец. Νάξος; італ. Nasso, також відомий як грец. Χώρα — Хора) — місто на острові Наксос (Кіклади, Греція). З 2011 після реформи місцевого самоврядування — частина муніципалітету Наксос і Малих Кіклад. Населення — 6 533 жителів (за переписом 2001 року). Наксос займає площу в 126,957 км². Він розташований на західній стороні острова Наксос. Центр кікладської культури.

## Історія

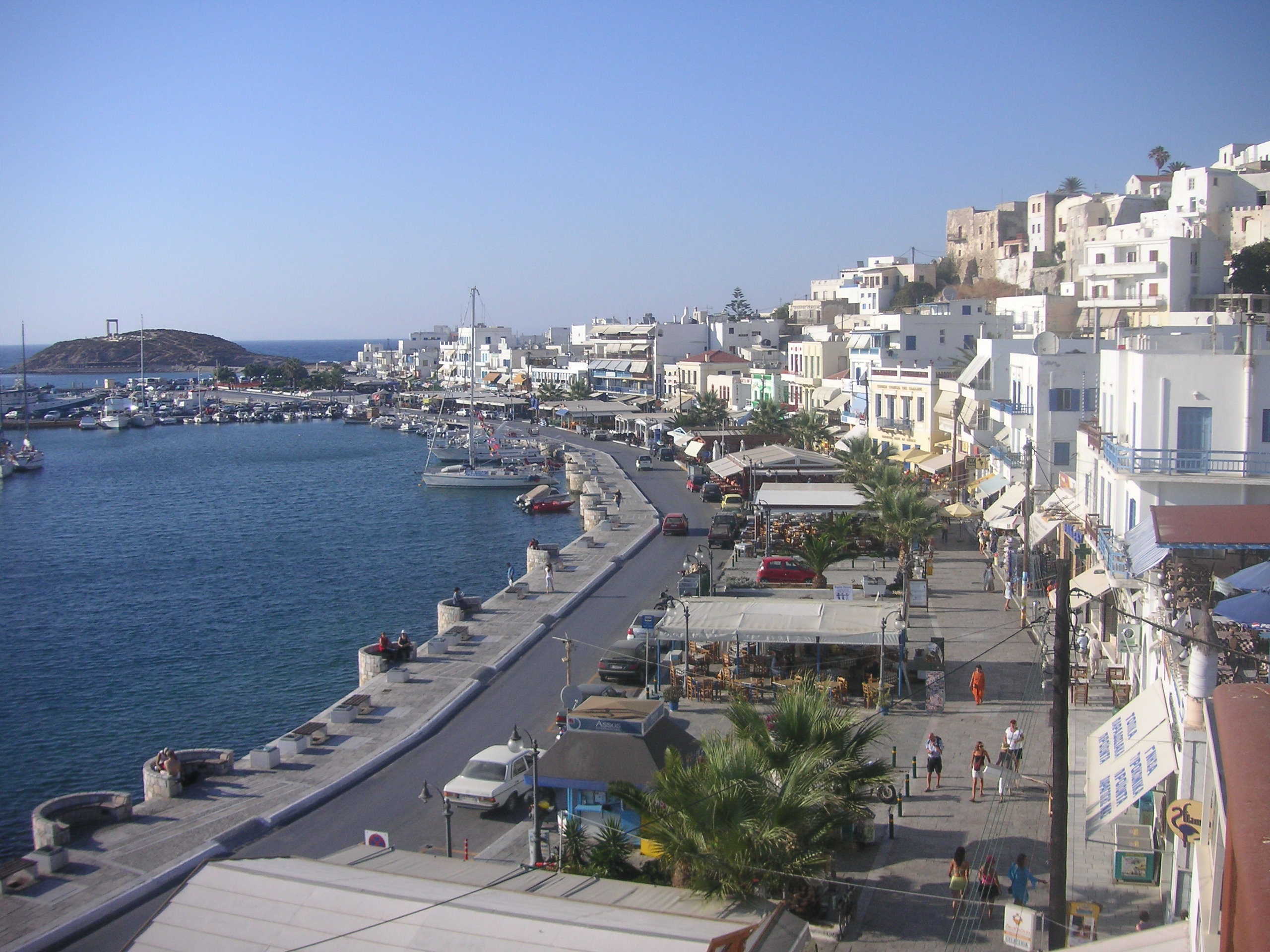
Набережна

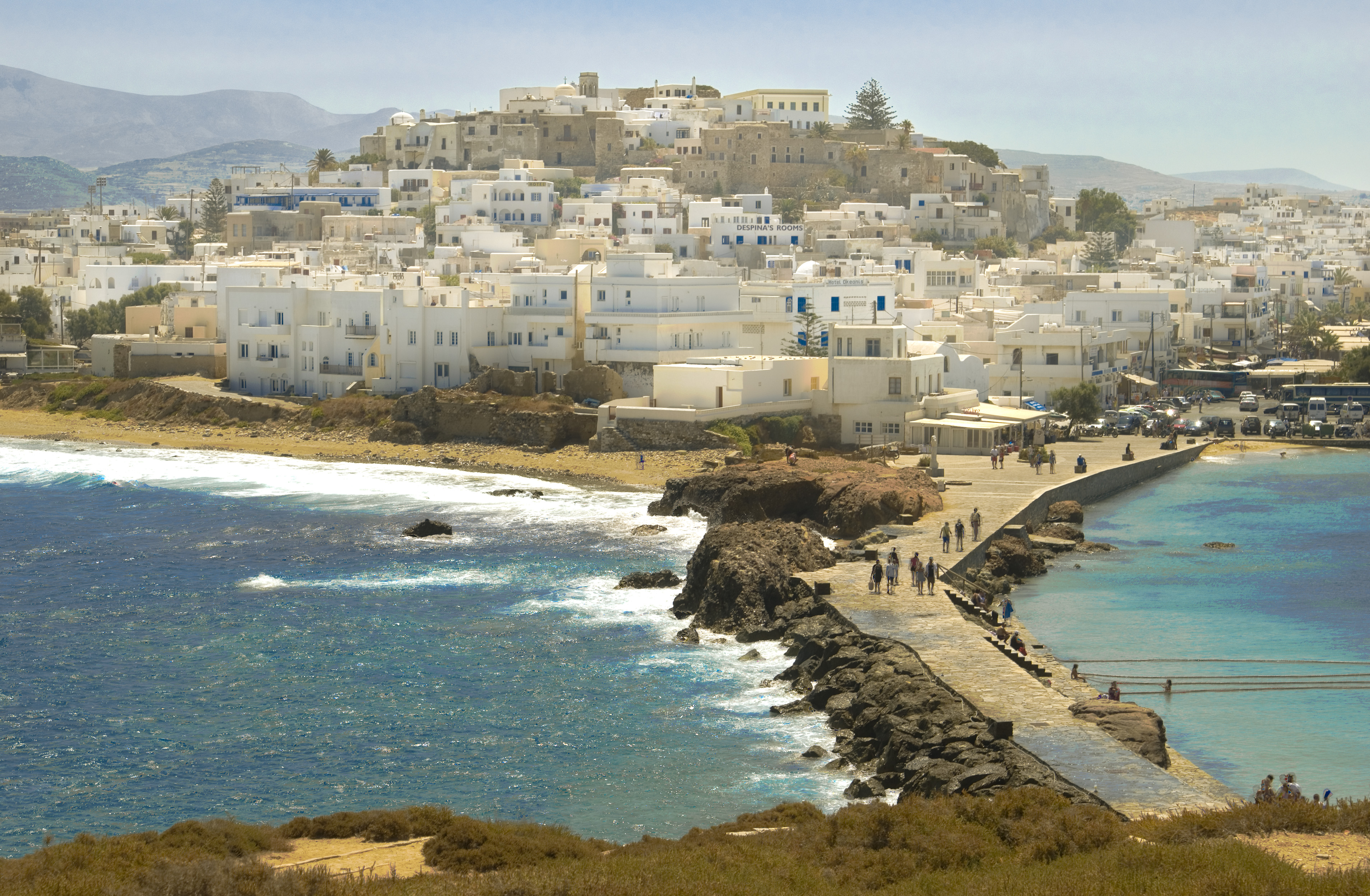
Вид

### Давньогрецький Наксос
У VIII і VII століттях до н. е. в Наксосі переважає комерція.

### Повстання в Наксосі
В 502 році до н. е. жителі Наксоса повстали проти своїх господарів — Перської імперії. Це повстання призвело до Іонійського повстання, а потім до перської війни між Грецією і Персією.

### Правління Марко Садуро
У період після Четвертого хрестового походу з Латинської імперії під впливом венеційців, що базувалися в Константинополі, венецієць Марко Санудо завоював острів, а пізніше і всю іншу частину Кікладських островів. Марко Санудо побудував знаменитий замок в Хорі на острові Наксос і заснував дім Санудо, який правив Кікладським архіпелагом до 1362. Венеційське правління тривало аж до 1714.

### Османський Наксос (1564–1821)
Османська адміністрація залишається практично в руках венеційців. Турецький суверенітет тривав до 1821, коли повстали острови. Наксос став членом грецької держави в 1832 році.

## Населення

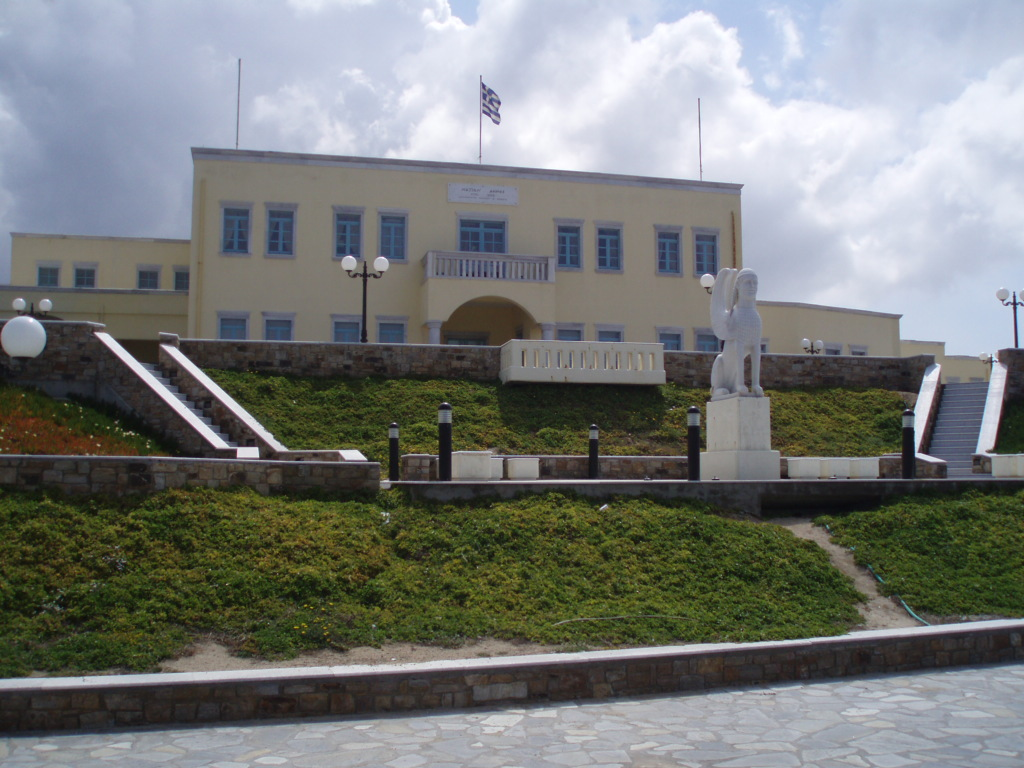
Ратуша

| Рік  | Населення |
| ---- | --------- |
| 1991 | 9,824     |
| 2001 | 12,089    |